# Víctor García Hoz
Víctor García Hoz (ur. 30 marca 1911 w Campillo de Aranda, zm. 18 lutego 1998) – hiszpański pedagog. Był pierwszym pedagogiem w tym kraju, który wdrażał koncepcję walki ascetycznej w edukacji młodzieży autorstwa Juana Zaragüety.

## Życiorys
Studiował w Escuela Normal de Maestros w Madrycie i w Instytucie św. Izydora. W 1936 ukończył studia na Wydziale Filozofii i Literatury Uniwersytetu Complutense w Madrycie.
Był nauczycielem w Jaén i Madrycie, a w 1944 otrzymał katedrę pedagogiki wyższej na Wydziale Filozofii i Literatury Uniwersytetu Complutense. Jego badania nakierowane były na usystematyzowanie wiedzy pedagogicznej, a także na edukację spersonalizowaną. Badał również pedagogiczne aspekty antropologiczne.
Był autorem takich książek jak: Narodziny intymności, dojrzałości i edukacji seksualnej, czy Radość w podeszłym wieku. Na początku lat sześćdziesiątych wraz z innymi pracownikami naukowymi i rodzicami studentów rozpoczął promocję ośrodków nauczania. Był pierwszym dyrektorem Instytutu Nauk o Edukacji Uniwersytetu Complutense w Madrycie, a także dyrektorem Instytutu Pedagogiki CSIC (Consejo Superior de Investigaciones Científicas), jak również założycielem Hiszpańskiego Towarzystwa Pedagogicznego i jego magazynu branżowego Bordón. Opublikował 417 prac w trzech językach. Był jednym z założycieli Fomento de Centros de Enseñanza, jednostki edukacyjnej Opus Dei.